# Frankfort (New York)
Frankfort è un comune degli Stati Uniti d'America, situato nello Stato di New York, nella contea di Herkimer.